# درنا (سرده)
کلنگ‌ها (سرده) یا درناها (سرده) (نام علمی: Grus) نام یک سرده از تیره کلنگان است.

## گونه‌ها
- درنای خاکستری، Grus grus
- درنای شنزار، Grus canadensis
- درنای فریادزن، Grus americana
- درنای ساروس، Grus antigone
- درنای استرالیا، Grus rubicunda
- درنای سیبری، Grus leucogeranus
- درنای پس‌سرسفید، Grus vipio
- درنای سرسیاه، Grus monacha
- درنای گردن‌سیاه، Grus nigricollis
- درنای کاکل‌قرمز، Grus japonensis